# Pawel Kukolnik

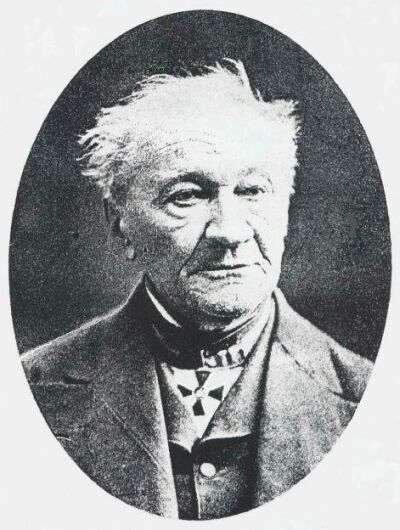
Pawel Kukolnik

Pawel Kukolnik (russisch Павел Васильевич Кукольник; * 1795 in Zamość, Österreich, jetzt Woiwodschaft Lublin, Polen; † 1884 in Vilnius) war ein russischer Dichter polnisch-slowakischer Herkunft sowie litauischer Historiker und Professor.

## Leben
Ab 1804 lebte Pawel Kukolnik in St. Petersburg, wo er sich selbstständig auf Prüfungen für den öffentlichen Dienst vorbereitete. Von 1810 bis 1824 diente er als Beamter in verschiedenen Ministerien in St. Petersburg, Russland. Ab 1824 lebte er in Vilnius und lehrte als Professor am Institut für Geschichte und Statistik der Universität Vilnius. Von 1830 bis 1832 leitete er die Bibliothek der Universität Vilnius. 1832 nach der Schließung der Universität Vilnius lehrte er Universalgeschichte von 1833 bis 1842 an der Katholischen Geistlichen Akademie und ab 1844 im Priesterseminar Vilnius, von 1834 bis 1842 unterrichtete er die russische Sprache an der Akademie für Medizin und Chirurgie Vilnius.